# District de Honggu
Le district de Honggu (红古区 ; pinyin : Hónggǔ Qū) est l'une des cinq subdivisions administratives de la ville de Lanzhou, capitale de la province du Gansu en Chine.